# Инопланетяне в школе № 9
«Инопланетяне в школе № 9» (яп. エイリアン9 Эириан Наин, англ. «Alien Nine») — манга Хитоси Томидзавы, публиковавшаяся в журнале Young Champion в 1998—1999 годах и впоследствии собранная в три тома издательством Akita Shoten. Правами на публикацию в России владеет компания Фабрика комиксов.. В 2001 году вышло четыре OVA по сюжету произведения. В 2003 году Хитоси Томидзава написал однотомный сиквел манги — Alien 9 Emulators.

## Сюжет
Действие сюжета разворачивается в Японии недалёкого будущего. Обычную, ничем не выделяющуюся школу № 9 своим визитом одаривают несколько инопланетян. Для борьбы с пришельцами в спецотряд, на плечи членов которого ложится забота о безопасности младших школьников, вступают шестиклассницы Юри Отани, Куми Кавамура и Касуми Томинэ.

## Персонажи
Юри Отани (яп. 大谷ゆり Отани Юри) — шестиклассница-тихоня, волею судьбы вынужденная бороться с пришельцами.
Сэйю: Дзюри Ихата
Куми Кавамура (яп. 川村くみ Кавамура Куми) — шестиклассница. Рано потеряла отца, в связи с чем стала достаточно самостоятельной и помогала овдовевшей матери пережить тяжёлые времена.
Сэйю: Каори Симидзу
Касуми Томинэ (яп. 遠峰かすみ То:минэ Касуми) — талантливая шестиклассница, увлекающаяся игрой на фортепиано, балетом и шахматами. Также неплохо разбирается в технике. Наиболее активный член отряда по борьбе с пришельцами. У неё есть брат, которого она очень любит, и который во время развития сюжета обучается за рубежом.
Сэйю: Норико Ситая
Мэгуми Хисакава (яп. 久川めぐみ Хисакава Мэгуми) — школьная учительница.
Сэйю: Ая Хисакава
Мию Тамаки (яп. 珠木美佑 Тамаки Мию) — шестиклассница и хороший друг Юри.
Сэйю: Манами Накаяма
Борг (яп. ボウグ Бо:гу) — симбиотическая форма жизни, единственной целью которой является защита её хозяина.
Сэйю: Рюсэй Накао

## Издание манги

### Инопланетяне в школе № 9
| № | На японском языке | На японском языке  | На русском языке      | На русском языке       |
| № | Дата публикации   | ISBN               | Дата публикации       | ISBN                   |
| - | ----------------- | ------------------ | --------------------- | ---------------------- |
| 1 | февраль 1999 года | ISBN 9784253146074 | 30 сентября 2010 года | ISBN 978-5-7525-2669-5 |
| 2 | июнь 1999 года    | ISBN 9784253146081 | 12 января 2011 года   | ISBN 978-5-7525-2670-1 |
| 3 | ноябрь 1999 года  | ISBN 9784253146098 | 22 марта 2011 года    | ISBN 978-5-7525-2671-8 |

### Alien 9 Emulators
| № | Дата публикации | ISBN               |
| - | --------------- | ------------------ |
| 1 | май 2003 года   | ISBN 9784253231022 |